# Prix Antoine-Girard
Le prix Antoine-Girard est un ancien prix, créé en 1934 par l'Académie française et « attribué tous les six ans à une personne de nationalité française, de préférence née de parents savoyards et ayant illustré la France par ses travaux scientifiques, littéraires ou artistiques ».

## Liste des lauréats
- 1939 : 
  - Académie de Savoie
  - Robert Cohen (1889-1939) pour l'ensemble de ses travaux sur l’histoire grecque
  - École normale de Québec ou École normale Laval
  - Paule Henry-Bordeaux (1903-1999)[2] pour Marie Stuart
  - Albert Rivaud pour Le Relèvement de l’Allemagne
- 1943 : Louis Madelin
- 1949 : Charles Jacob
- 1954 : Louise Espinasse-Mongenet
- 1960 : Paule Henry-Bordeaux (1903-1999)[2]
- 1966 : Jean Rousselot pour l'ensemble de son œuvre poétique
- 1972 : Roger Couvert du Crest pour Chamonix : le Mont Blanc, la Savoie
- 1984 : Jean-Marie Pelt pour Drogues et plantes magiques